# Jurinia hyalipennis
Jurinia hyalipennis là một loài ruồi trong họ Tachinidae.